# Олівер Скіпп
Олівер Вільям Скіпп (англ. Oliver William Skipp; нар. 16 вересня 2000) — англійський футболіст, півзахисник «Лестер Сіті».

## Клубна кар'єра
29 серпня 2018 року Олівер Скіпп підписав трирічний контракт з «Тоттенгем Готспур». 31 жовтня 2018 року він дебютував в складі основної команди «Тоттенгем Готспур» в переможному матчі Кубку Футбольної ліги проти «Вест Гем Юнайтед», який закінчився з рахунком 3:1. У Прем'єр-лізі дебютував вийшовши на заміну в домашньому матчі проти «Саутгемптона».

## Виступи за збірну
Скіпп грав за молодіжні команди збірної Англії (U-16, U-17, U-18)

## Титули і досягнення
- Переможець Чемпіоншипу (1):

«Норвіч Сіті»: 2020–21
- Чемпіон Європи (U-21) (1):

Англія U-21: 2023